# Шушковка
Шушковка (укр. Шушківка) — село в Лысянском районе Черкасской области Украины.
Население по переписи 2001 года составляло 105 человек. Почтовый индекс — 19310. Телефонный код — 4749.

## Местный совет
19310, Черкасская обл., Лысянский р-н, с. Чаплинка